# Гей, Джордж
Джордж Генри Гей-младший (8 марта 1917 — 21 октября 1994) — пилот Douglas TBD Devastator в 8-я эскадрильей торпедоносцев ВМС США, действовавшей авианосца USS Hornet (CV-8) на Тихоокеанском театре военных действий во время Второй мировой войны. Из 30 экипажей VT-8 «Хорнета», которые участвовали в решающей битве за Мидуэй, Гей был единственным выжившим.

## Ранние годы
Джордж Генри Гей-младший родился 8 марта 1917 года в Уэйко, Техас. Он учился в школе в Остине и Хьюстоне, прежде чем поступить в Техасский сельскохозяйственный и механический колледж (ныне Техасский университет A&M).

## Вторая мировая война
Как и миллионы американцев того времени, Гей решил подписаться на грядущую войну, оставив университет. Он пытался присоединиться к Воздушному корпусу Армии США в качестве пилота, но ему отказали по медицинским причинам. Затем он попробовал себя в ВМС США в начале 1941 года. Гей прошел летную подготовку и в сентябре 1941 года получил звание энсина.
Он присоединился к недавно сформированной торпедной эскадрилье 8 под командованием лейтенанта Джона Чарльза Уолдрона. Он и его подразделение находились на борту авианосца USS Hornet (CV-8) в апреле 1942 года, когда подполковник Дулиттл начал свой рейд на Токио. Неделю спустя «Хорнет» прибыл в Перл-Харбор, чтобы присоединиться к USS Enterprise (CV-6) в составе оперативной группы 16 во время битвы за Мидуэй.
Во время битвы за Мидуэй Гей первым из своей эскадрильи вылетел из «Хорнета» 4 июня 1942 года. Подразделение Гея обнаружило японский авианосный флот и начало атаку без истребителей поддержки. Хотя он был ранен, а его радист/стрелок Роберт К. Хантингтон умирал, Гей совершил торпедную атаку на японский авианосец «Сорю», но он уклонился от торпеды. Гей продолжил движение к авианосцу на малой высоте. Затем он повернул свой «Девастатор» в крутой поворот и пролетел корму вдоль всей полетной палубы, уклонившись, таким образом, от зенитного огня. Позже он заявил, что у него была мысль на «долю секунды» о том, чтобы врезаться в японский самолёт.
Поскольку его самолёт все ещё был в относительно хорошем состоянии, он решил отправиться на «Хорнет». Однако пять Mitsubishi A6M Zero сбили его самолёт под градом пулеметно-пушечного огня, убив его заднего стрелка, ARM3c Роберта К. Хантингтона.
Покинув свой самолёт и плавая в океане, он часами прятался под подушкой сиденья, чтобы избежать обстрелов японцев, и стал свидетелем последующих бомбардировок с пикирования и гибели трёх из четырёх японских авианосцев.
После наступления темноты Гей почувствовал, что можно безопасно надуть свой спасательный плот. Он был спасен военно-морскими силами Consolidated PBY Catalina после того, как провел в воде более 30 часов. Позже Гей был доставлен самолётом на USS Vincennes (CA-44) (прибыл 28 июня 1942 г.), прежде чем его перевели домой. Из тридцати пилотов и радистов эскадрильи Гей был единственным выжившим.
Позже Гей встретился с адмиралом Нимицем и подтвердил уничтожение трёх японских авианосцев, свидетелем которых он был — «Акаги», «Кага» и «Сорю». Он был упомянут в номере журнала «Life» от 31 августа 1942 года.
Вслед за Мидуэем Гей принял участие в битве за Гуадалканал с Торпедной эскадрилья 11, а позже стал инструктором ВМФ.
За боевые действия на Мидуэе Гей был награждён Военно-морским крестом, Пурпурным сердцем и Воздушной медалью.

## Спустя годы
После Второй мировой войны Гей провел более 30 лет в качестве пилота в Trans World Airlines. Он часто читал лекции о своем опыте на Мидуэй и написал книгу «Единственный выживший». В 1975 году он работал консультантом на съёмочной площадке фильма «Мидуэй», в котором Гея играл Кевин Добсон.
В мае 1994 года Гей был занесен в Зал авиационной славы Джорджии.
21 октября 1994 года Гей умер от сердечного приступа в больнице Мариетта (Джорджия). Его тело было кремировано, а прах выпущен на месте, где его эскадрилья начала свою злосчастную атаку.